# Drosera binata
Drosera binata ist eine fleischfressende Pflanze aus der Gattung Sonnentau (Drosera). Sie ist der einzige Vertreter der Sektion Phycopsis.

## Beschreibung
Drosera binata ist eine mehrjährige, krautige Pflanze mit rosettenförmigem Wuchs. Sie hat fleischige Wurzeln, die in der Trockenzeit als Speicherorgan dienen und aus denen die Pflanze anschließend neu austreibt.
Die 5 bis 15 Zentimeter langen und 1,5 bis 2 Millimeter breiten, gegabelten Blattspreiten sitzen auf dünnen, bis zu 30 Zentimeter langen, aufrechten Stängeln. Die Blattspreiten sind meist einfach gegabelt, können aber auch zwei- bis zwanzigfach gegabelt sein. Tentakeln finden sich nur auf den Blattspreiten, die langen Blattstiele sind glatt.
Die ein bis zwei traubigen und verzweigten, vollständig unbehaarten Blütenstände können bis zu 50 Blüten tragen, der Blütenstandsstiel wird 10 bis 100 Zentimeter lang, die Blütenstiele bis zu 6 Millimeter lang. Die rund 2 Millimeter langen Tragblätter sind linealisch.
Die eiförmigen Kelchblätter sind bis zu 3,5 Millimeter lang und 2 Millimeter breit, die bis zu 6 Millimeter langen und 5 Millimeter breiten Kronblätter sind weiß, umgekehrt-eiförmig, am äußersten Punkt abgeflacht und gezähnt.
Die Blüten sind zwittrig und nicht dichogam. Es existieren aber sowohl Populationen, bei denen eine Selbstbestäubung möglich ist als auch Selbst-inkompatible, bei denen Pollen des gleichen Genotyps durch den weiblichen Teil der Blüte abgetötet werden.
Die Samenkapseln sind eiförmig rund, die zahlreichen feinen Samen sind länglich.
Je nach Autor beträgt die Chromosomenzahl 2n = 32, 46 oder 64.

## Vorkommen
Drosera binata stammt ursprünglich aus dem östlichen Australien, Tasmanien und Neuseeland. Sie gedeiht dort auf torfhaltigen Sandböden in Heidevegetation.

## Botanische Geschichte
Drosera binata wurde 1792 entdeckt, 1805 von Labillardière erstbeschrieben und gelangte 1823 bei einer Lieferung von Substraten in den Botanischen Garten von Kew.
Zahlreiche Synonyme, Varietäten und Formen existieren, 1836 wurde die Art von Constantine Samuel Rafinesque gar als Dismophyla binata in eine eigene Gattung gestellt. Keines der Taxa wird derzeit anerkannt.
Zwei dieser Taxa finden jedoch in Liebhaberkreisen Verwendung, so wird von zweifach gegabelten Formen als var. multifida Mazrimas und von sechsfach gegabelten Formen als „var. multifida f. extrema“ geschrieben. Diese Bezeichnungen sind keine gültigen Taxa, sondern Nomina nuda.